# Lewinskya affinis

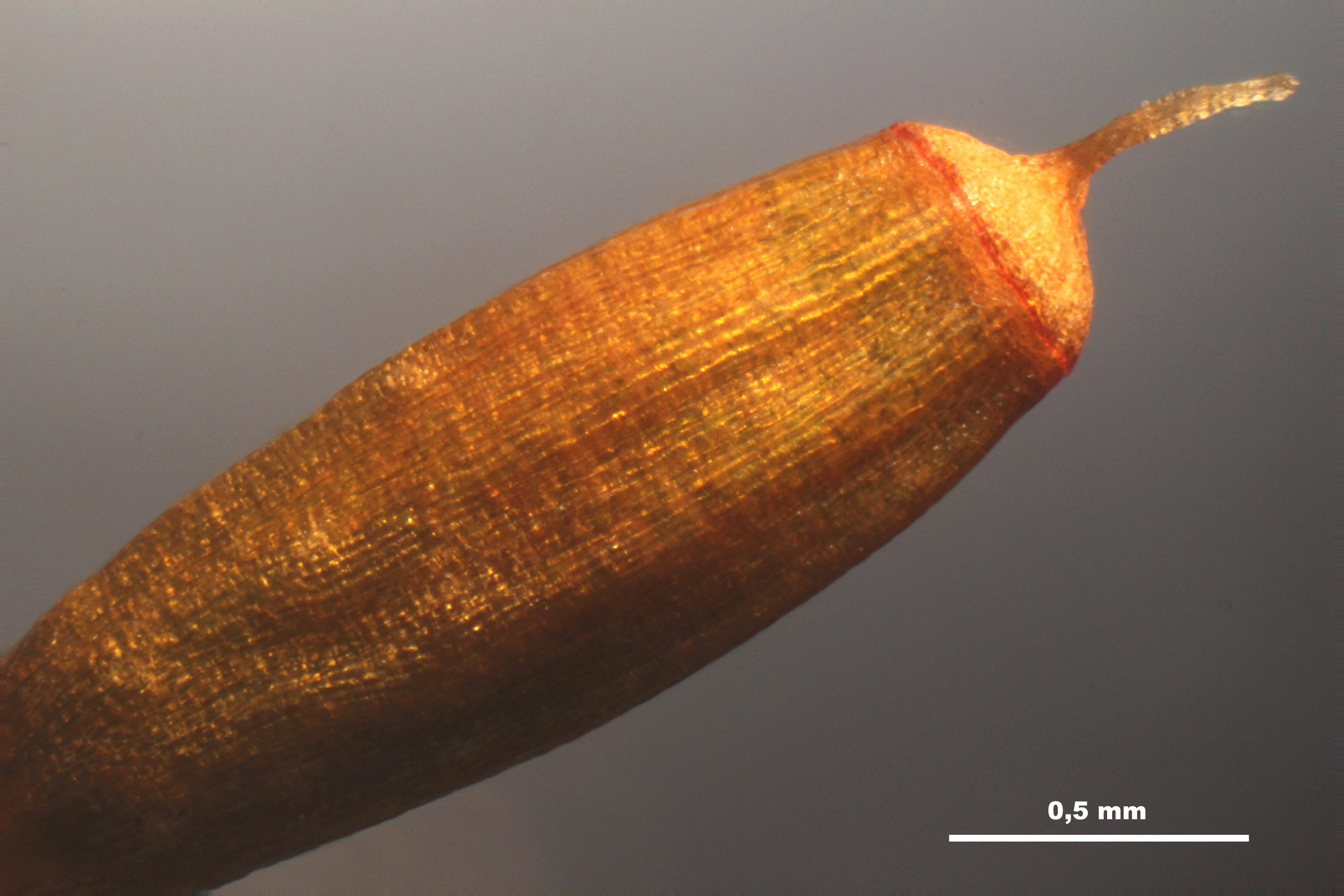
Sporenkapsel

Lewinskya affinis (Synonym: Orthotrichum affine, deutsch Gewöhnliches Goldhaarmoos oder Verwandtes Goldhaarmoos) ist eine Laubmoos-Art aus der Familie Orthotrichaceae.

## Merkmale
Lewinskya affinis ist eine mittelgroße Art mit bis 3,5 Zentimeter großen Pflanzen, die gelbgrüne bis dunkelgrüne, lockere Polsterrasen bilden. Die Blätter sind aus breiterem Grund verlängert, lanzettlich und kurz zugespitzt, um 3 Millimeter lang, feucht aufrecht abstehend, trocken dem Stämmchen locker anliegend. Die Blattränder sind bis weit hinauf zurückgerollt. Die Blattrippe reicht bis vor die Blattspitze. Die Blattzellen sind unten verlängert rechteckig, dickwandig und etwas knotig; gegen die Blattränder hin sind sie kürzer bis fast quadratisch. Die Zellen im oberen Blattteil sind rundlich und papillös mit 1 oder 2 Papillen.
Die Sporenkapsel ist in die Blätter eingesenkt oder etwas emporgehoben. Die zylindrische Urne ist trocken längsfaltig und unter der Mündung zusammengezogen. Die Spaltöffnungen der Kapselwand sind phaneropor (nicht in die Kapselwand eingesenkt). Die glockenförmige Kalyptra ist ganz oder fast kahl, die Vaginula (Scheidchen, röhrige Hülle um den Sporogonfuß) ist nackt. Das Peristom ist doppelt. Das äußere besteht aus 8 Paarzähnen, die trocken stark zurückgeschlagen sind und der Kapselwand anliegen. Die dicht papillösen Sporen sind meist 18 bis 24 Mikrometer groß. Die Geschlechterverteilung ist autözisch.
Lewinskya affinis ist eine formenreiche Art. Lewinskya fastigiata (Bruch ex Brid.) Vigalondo, F. Lara & Garilleti (Synonym Orthotrichum fastigiatum) unterscheidet sich nicht wesentlich und ist in der vorliegenden Beschreibung mit eingeschlossen. Von verschiedenen Autoren wird sie teils als eigenständige Art betrachtet, teils wird sie zu L. affinis gerechnet. Eine klare Abgrenzung dürfte schwierig sein.

## Standortansprüche
Die Art wächst meist epiphytisch an Feld- und Waldbäumen, vor allem an Laubhölzern, auch an Sträuchern, selten an Nadelbäumen, gelegentlich auch auf Beton oder Felsen.

## Verbreitung
Verbreitungsgebiete sind Europa, Teile von Asien, Nordafrika, Nordamerika, die Kanarischen Inseln und Madeira.
In Deutschland, Österreich und der Schweiz ist das Moos die häufigste Art der Gattung. Es ist von der Küste bis in die Montanstufe meist häufig. In den Alpen steigt es nur seltener höher als 1000 Meter.